# Hilobothea
Hilobothea is een kevergeslacht uit de familie van de boktorren (Cerambycidae). De wetenschappelijke naam van het geslacht werd voor het eerst geldig gepubliceerd in 1979 door Monné & Martins.

## Soorten
Hilobothea omvat de volgende soorten:
- Hilobothea caracensis Monné & Martins, 1979
- Hilobothea latevittata (Bates, 1865)